# East Is East
East Is East er en britisk stumfilm fra 1916 af Henry Edwards.

## Medvirkende
- Florence Turner som Victoria Vickers.
- Henry Edwards som Bert Grummett.
- Ruth Mackay som Mrs. Carrington.
- W.G. Saunders som Dawson.
- Edith Evans.